# St. Bonaventure University
St. Bonaventure University – amerykańska uczelnia niepubliczna z główną siedzibą w St. Bonaventure, założona przez franciszkanów w 1858 roku.

## Historia
Uniwersytet został założony dzięki inicjatywie i wysiłkom Nicholasa Devereux, właściciela ziemskiego i finansisty z Utica w stanie Nowy Jork, przy współpracy i wsparciu Johna Timona, biskupa Buffalo, oraz członków Zakonu Franciszkańskiego. Uroczyste poświęcenie nowej szkoły miało miejsce 4 października 1858 roku. Na początku XX wieku uczelnia otwarła Instytut Studiów Franciszkańskich. Prawa uniwersytetu wszechnica otrzymała w 1950 roku.